# جيري بدنوب
جيري بدنوب (بالإنجليزية: Gerry Bednob)‏ هو ممثل كندي وترينيداد وتوباغو، ولد في 18 مايو 1950 في ترينيداد وتوباغو.

## أعمال

### أفلام
- (1992) إنسينو مان

### مسلسلات
- ويلفريد

## وصلات خارجية
- جيري بدنوب على موقع IMDb (الإنجليزية)
- جيري بدنوب على موقع ألو سيني (الفرنسية)
- جيري بدنوب على موقع أول موفي (الإنجليزية)
- جيري بدنوب على موقع قاعدة بيانات الأفلام السويدية (السويدية)
- جيري بدنوب على موقع قاعدة بيانات الفيلم (الإنجليزية)
- جيري بدنوب على موقع كينوبويسك (الروسية)